# Bernd Storck
Bernd Storck (* 25. Januar 1963 in Herne) ist ein deutscher Fußballtrainer und ehemaliger Fußballspieler. Von 2008 bis 2010 trainierte er die Nationalmannschaft Kasachstans sowie von 2015 bis 2017 die ungarische Nationalmannschaft. 

## Laufbahn

### Karriere als Spieler
Storcks Karriere als aktiver Fußballer begann bei der Sportvereinigung Boele-Kabel von 1882, einem Verein aus Hagen. Über Westfalia Herne kam er zum VfL Bochum, bei dem er in der Saison 1981/82 sein Debüt in der Fußball-Bundesliga gab. Im Sommer 1983 wechselte er zu Borussia Dortmund und blieb dort für sechs Jahre. Sein größter Erfolg als Profi war der Gewinn des DFB-Pokals 1989. Insgesamt erzielte er in 171 Bundesligaspielen acht Tore.

### Karriere als Trainer
Nach dem Ende seiner Spielerkarriere absolvierte er eine Trainerausbildung und war zunächst Co-Trainer von Jürgen Röber bei dessen Engagements bei dem VfB Stuttgart, Hertha BSC, dem VfL Wolfsburg, Partizan Belgrad und Borussia Dortmund.
Ab Juli 2008 war er Cheftrainer der kasachischen U-21-Nationalmannschaft und Trainer des Klubs FK Almaty. Von Januar 2009 bis zum 15. Oktober 2010 war Storck auch Nationaltrainer von Kasachstan, nachdem er zuvor bereits als Interimstrainer dort tätig gewesen war. Drei Tage nach einer 0:3-Niederlage gegen die deutsche Nationalmannschaft in der Qualifikation für die EM 2012 wurde er entlassen.
Rund zwei Jahre danach wurde Storck von Olympiakos Piräus engagiert, um die Nachwuchsabteilung zu leiten. Anfang März 2015 wurde er Sportdirektor beim ungarischen Fußballverband und wurde am 20. Juli 2015 auch Trainer der ungarischen Fußballnationalmannschaft. Als Co-Trainer engagierte er den Deutschen Andreas Möller und den Ungarn Zoltán Szélesi. Unter Storck qualifizierte sich Ungarn erstmals nach 44 Jahren wieder für eine EM-Endrunde. Im März 2016 verlängerte der ungarische Fußballverband Storcks Vertragslaufzeit vorzeitig bis nach der Weltmeisterschaft 2018 in Russland.
Im ersten Spiel der von Storck trainierten Mannschaft bei der Europameisterschaft 2016 gewann Ungarn mit 2:0 gegen Österreich, es folgte ein 1:1 gegen Island, sowie ein 3:3 gegen Portugal, womit sich Ungarn überraschend den Gruppensieg vor Island und Portugal sicherte. Nach der gescheiterten Qualifikation zur Weltmeisterschaft 2018 trat Storck am 17. Oktober 2017 vom Posten des Cheftrainers und Sportdirektors beim ungarischen Fußballverband zurück.
Am 2. September 2018 ging er beim belgischen Erstdivisionär Royal Excel Mouscron eine Verpflichtung als Trainer für ein Jahr, mit der Option der Verlängerung ein. Mouscron hatte zu diesem Zeitpunkt nach sechs Spielen null Punkte. Storck gelang es, den Verein vor dem Abstieg zu retten. Am 8. Mai 2019, als Mouscron über die Play-off 2 keine Europacup-Qualifikation mehr erreichen konnte, teilte er dem Verein mit, dass er seinen Vertrag nicht verlängert.
Am 12. Oktober 2019 übernahm er wieder eine Trainertätigkeit bei einem belgischen Verein, Cercle Brügge, der zu diesem Zeitpunkt auf dem letzten Platz der Tabelle stand. Durch Erfolge im Februar 2020 gelang es ihm, dass der Verein den Abstiegsplatz verließ. Bei Unterbrechung der Saison infolge der COVID-19-Pandemie nach dem vorletzten Spieltag der Hauptrunde war Cercle Brügge vor dem Abstieg gerettet. Am 22. April 2020 teilte Storck dem Verein mit, dass er für eine Vertragsverlängerung über den 30. Juni 2020 hinaus nicht zur Verfügung stehe.
Zur Saison 2020/21 übernahm Bernd Storck das slowakische Team DAC Dunajská Streda. Unter ihm wurden mit Jannik Müller (Dynamo Dresden), Sidney Friede (SV Wehen Wiesbaden) und Niklas-Wilson Sommer (DAC Dunajská Streda) drei deutsche Spieler verpflichtet. In der Europa-League-Qualifikation schied der DAC in der 3. Runde zwar mit 0:7 gegen den LASK aus, gewann aber in der Liga die ersten 8 Spiele, womit man den bisherigen Startrekord von Inter Bratislava (1993/94) und MFK Košice (2008/09) um 2 Siege überbot. Der DAC konnte seine starke Form jedoch nicht halten und fiel in der Tabelle hinter Slovan Bratislava zurück. Im Pokal erfolgte Mitte April 2021 das Viertelfinal-Aus gegen den Zweitligisten FK Dukla Banská Bystrica, woraufhin sich der Verein eine Woche später von Storck trennte. In der Liga stand man zu diesem Zeitpunkt nach dem 27. Spieltag 10 Punkte hinter Slovan Bratislava auf dem 2. Platz.
Anfang Dezember 2021 wurde Storck vom belgischen Erstdivisionär KRC Genk mit einem unbefristeten Vertrag als Trainer verpflichtet. Der Verein erreichte in der Hauptrunde Platz 8 und nahm somit an den Europa-League-Play-off teil. Dort gelang es Genk sich zwar von Platz 4 auf Platz 2 der Gruppe vorzuarbeiten, was aber nicht für eine Qualifikation zum Europapokal reichte. Nach Abschluss der Play-off-Runde vereinbarten Verein und Storck eine Trennung im gegenseitigen Einvernehmen.
Einige Tage später unterschrieb er beim Ligakonkurrenten KAS Eupen einen Vertrag für die Saison 2022/23. Nachdem die AS Eupen nach dem 14. Spieltag nur einen Punkt Vorsprung vor den Abstiegsplätzen hatte, beendete der Verein die Zusammenarbeit mit ihm.
Mitte November 2022 wurde er dann von einem weiteren belgischen Erstdivisionär, dem KV Kortrijk, als Trainer mit einem Vertrag bis zum Ende der laufenden Saison verpflichtet. Der Verein stand zu diesem Zeitpunkt nach Abschluss der Hinrunde auf dem vorletzten Tabellenplatz mit fünf Punkten Rückstand auf einen Nichtabstiegsplatz. Unter Storck verbesserte sich Kortrijk auf Platz 14 und entging somit mit vier Punkten Vorsprung dem Abstieg. Bereits einen Spieltag vor Ende der Hauptrunde, als der Klassenerhalt bereits feststand, gab Storck bekannt, dass sein Vertrag nicht verlängert würde. Der Verein und er trennten sich im besten Einvernehmen.
Im Dezember 2023 wurde Storck Trainer beim rumänischen Erstligisten Sepsi OSK. Im September 2024 wurde er dort entlassen.
Nach einer kurzen dreimonatigen Rückkehr nach Kortrijk und dem gescheiterten Klassenerhalt dort, wurde er im Mai 2025 erneut Cheftrainer bei Cercle Brügge. Storck verantwortete zwei Pflichtspiele mit Cercle Brügge, in denen sich der Klub in der Relegation gegen den Zweitligisten Patro Eisden Maasmechelen mit 8:2 in der Addition durchsetzte. Sein Vertrag verlängerte sich hierdurch um ein Jahr, Storck wurde aber noch vor dem Trainingsauftakt im Juni 2025 wieder freigestellt.

## Auszeichnungen
Am 15. März 2018, dem Nationalfeiertag Ungarns, wurde Storck vom ungarischen Präsidenten János Áder das Komturkreuz des Verdienstordens der Republik Ungarn verliehen.